# 萊里亞城堡

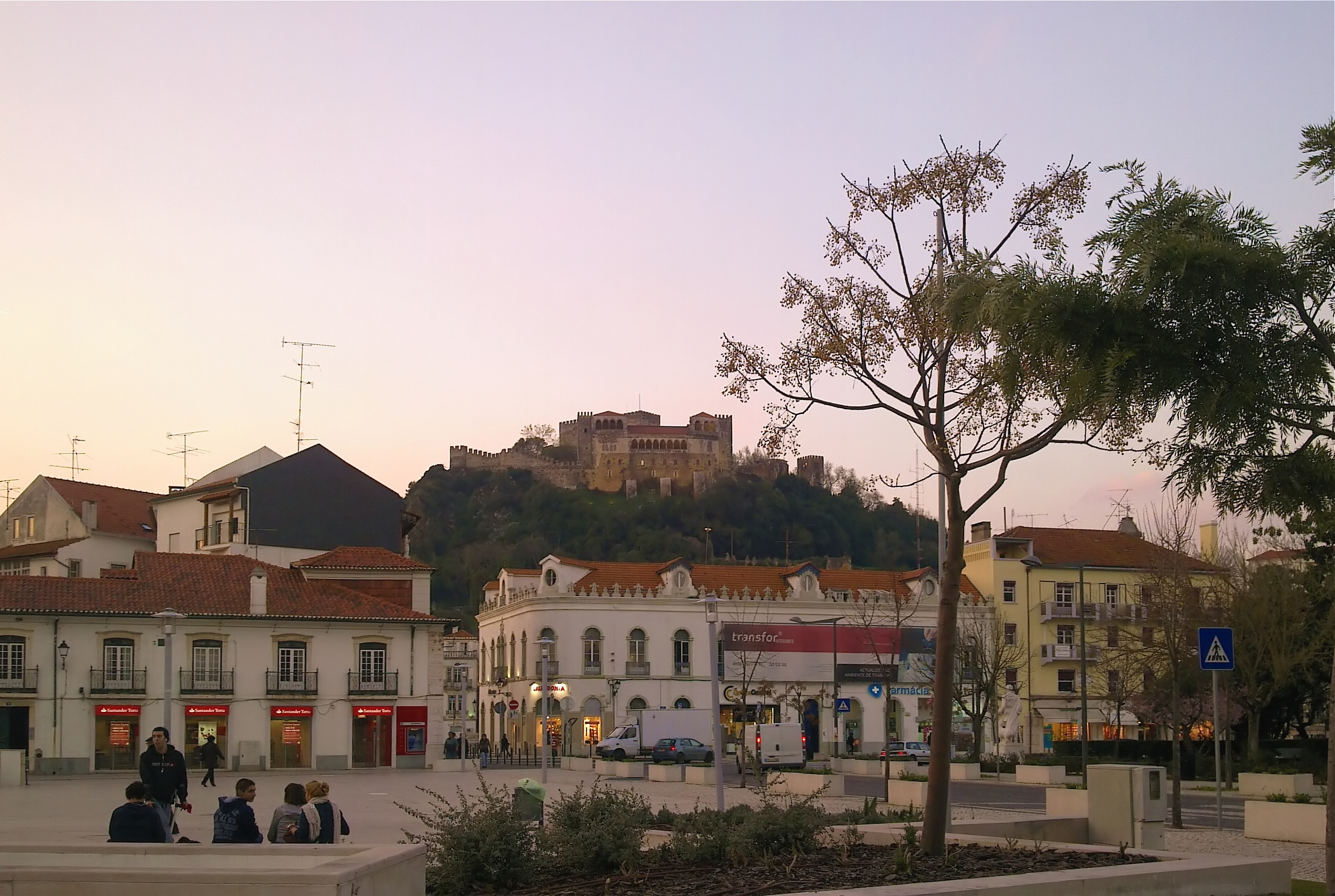
萊里亞城堡

萊里亞城堡（葡萄牙語：Castelo de Leiria）是位於葡萄牙城市萊里亞的一個修建於中世紀時期的城堡。自1910年開始，萊里亞城堡被列為國家紀念建築。 2011年，有54303名遊客遊覽了萊里亞城堡。

## 外部連結
- Sanctuary of Cristo-Rei — Official Website （页面存档备份，存于）
- Cristo-Rei monument on WikiMapia（页面存档备份，存于）